# Наиме-султан
Наиме́-султа́н (тур. Naime Sultan), также Фатыма́ Наиме́-султа́н (тур. Fatıma Naime Sultan; 5 августа 1876, Стамбул — 1940-е годы, Тирана) — третья дочь османского султана Абдул-Хамида II от его жены Бидар Кадын-эфенди. Первым браком Наиме была замужем за вторым сыном Османа-паши Мехмедом Кемаледдином-пашой, брак с которым окончился скандальным разводом из-за связи Кемаледдина с кузиной Наиме Хатидже-султан. После изгнания династии Наиме со вторым мужем, албанцем Джеляледдином-пашой, уехала в Албанию, где окончила свои дни в полной нищете.

## Биография
Наиме-султан родилась 5 августа 1876 года во дворце Долмабахче в Стамбуле в семье будущего османского султана Абдул-Хамида II и одной из его старших жён Бидар Кадын-эфенди. На момент рождения Наиме её отец был главным престолонаследником и 26 дней спустя взошёл на османский трон; вследствие этого Абдул-Хамид II называл Наиме «моя джюлюсная дочь». Помимо Наиме в семье был сын Мехмед Абдулкадир-эфенди, родившийся в 1878 году; кроме того, у Наиме было пятнадцать единокровных братьев и сестёр от других браков отца.
Образованию Наиме-султан уделяли такое же пристальное внимание, как и образованию её старшей сестры Зекие-султан. Османский журналист Исмаил Мюштак Маякон в своей работе «Что я видел во дворце Йылдыз?» пишет, что больше всего султан любил Зекие и Наиме, об их престиже и положении он заботился более всего и даже к их мужьям было особенное отношение по сравнению со всеми остальными зятьями.

### Первый брак
Руки Наиме просил наместник в Египте Аббас Хальми-паша, однако Абдул-Хамид отклонил это предложение по политическим причинам.
17 марта 1898 года во дворце Йылдыз Наиме вышла замуж за второго сына героя Плевны, ветерана нескольких войн, маршала Османа-паши Мехмеда Кемаледдина-пашу. Турецкий историк Чагатай Улучай в книге «Жёны и дочери султанов» пишет, что свадьба Наиме была гораздо пышнее, чем свадьба её старшей сестры Зекие, которая была замужем за старшим сыном Османа-паши Али Нуреддином-пашой. Согласно воспоминаниям Айше-султан, младшей единокровной сестры Наиме, на этой свадьбе роль хозяйки дома выполняла её старшая сестра Зекие-султан. Улучай в работе «Изнанка гаремной жизни» в разделе «Невеста, не встающая с места» писал, что на свадьбе Наиме-султан отвергала Кемаледдина-пашу; однако Айше-султан в своих мемуарах писала, что такое жеманство было всего лишь дворцовой традицией. Молодожёнам был выделен дворец в Ортакёе, соседний с дворцом Зекие-султан и Али Нуреддина-паши. Кроме того, Абдул-Хамид сравнял с землёй старый дворец Нешатабад в Дефтердарбурну и построил там сдвоенный ялы для Зекие-султан и Наиме-султан.
В браке с пашой Наиме родила двоих детей: султанзаде Мехмед Джахид-бей (1899—1976) и Адиле Ханым-султан (род. в 1900 или 1901). Мехмед Джахид был женат на дочери шехзаде Мехмеда Зияеддина-эфенди, сына султана Мехмеда V Решада, Дюррие-султан (1905—1922), а после её смерти женился на её тётке Ляверанс-ханым. Адиле Ханым-султан первым браком была замужем за шехзаде Махмудом Шевкетом-эфенди, сыном шехзаде Мехмеда Сейфеддина-эфенди, который, в свою очередь, был одним из сыновей султана Абдул-Азиза; вторым браком за неким египтянином.
Турецкий историк Недждет Сакаоглу пишет, что эти две султанские дочери с сыновьями героя Плевны стали счастливо жить в дворцах с видом на Босфор, укрепляя свои отношения сестринством-братством и межсемейным родством. Идиллия продлилась три года, пока рядом с ними не поселилась Хатидже-султан, дочь Мурада V, которую выдали замуж за Али Васифа-пашу в 1901 году. В скором времени между супругом Наиме и Хатидже-султан вспыхнула страсть; о связи зятя с племянницей узнал Абдул-Хамид II и всё это вылилось в грандиозный скандал. Кроме того, Сакаоглу пишет, что в переписке между влюблёнными, о которой доложили во дворец, встречались также политические сообщения. Так, в одном из писем Кемаледдин-паша писал Хатидже: «Султанат принадлежит Вашему отцу. Мой тесть [Абдул-Хамид II] — узурпатор. А Вы же — мой Аллах, я преклоняюсь перед Вами!» Сакаоглу полагал, что это письмо было написано специально и всё было спланировано для того, чтобы оно попало в руки ищейкам султана. Кроме того, Исмаил Мюштак Маякон пишет о том, что супруга Наиме подозревали в покушении на тестя-султана.
Как только стало известно о связи Кемаледдина с Хатидже, Наиме-султан стала требовать развод, однако несмотря на сильное давление Кемаледдин долгое время не соглашался расторгнуть брак. Наконец в 1904 году его принудили к разводу и сослали в Бурсу, отобрав все звания и награды.

### Второй брак
После развода Наиме-султан три года оставалась одна, а затем 11 июля 1907 года вышла замуж во второй раз: её избранником стал представитель знатного албанского рода из Шкодра визирь Джеляледдин-паша, который по женской линии приходился внуком Адиле-султан. Этот брак оставался бездетным.
Когда в 1924 году представители династии были высланы из страны, Наиме некоторое время жила с семьёй во Франции и Италии, а затем переехала в Албанию. Там Наиме и её супруг жили на доходы с фермы Джеляледдина-паши. Улучай пишет, что за четыре года до смерти Джеляледдин-паша тяжело заболел и все четыре года провёл в постели; Наиме потратила всё их состояние на лечение мужа, однако успеха не добилась. После смерти мужа в 1944 году и захвата Албании коммунистами Наиме-султана лишилась всех доходов, поскольку земли её покойного супруга были отобраны у неё. Наиме переселилась в Тирану, где умерла в полной нищете. Точная дата смерти Наиме неизвестна, однако умерла она, согласно Сакаоглу, в 1944 или 1945 году, а согласно Улучаю — во время Второй мировой войны.
Айше Османоглу в мемуарах «Мой отец султан Абдул-Хамид» рассказывает о других своих сёстрах, но не вспоминает Наиме. Сакаоглу отмечает, что вероятно произошло это не по причине собственной забывчивости, а потому, что таким образом она хотела предать забвению скандал вокруг связи Кемаледдина-паши и Хатидже-султан. Однако в разделе, посвящённом своим племянникам, Айше упоминает детей Наиме-султан.